# Proksima Centaura c
Proksima Centaura c je potvrđeni egzoplanet u orbiti Proksime Centaura. Planet je masom sedam puta veći od Zemlje, ali značajno manji od ledenog diva Neptuna. Stručnjaci procjenjuju da ona napravi krug oko svoje zvijezde svake 5,2 zemaljske godine.
Ako postoji, Proksima c vjerojatno nije useljiva. Toliko je udaljen od svoje zvijezde da je vjerojatno smrznut ili je njegova atmosfera puna vodika i helija. No njegova bi nam relativna blizina mogla pružiti jedinstvenu priliku za proučavanje drugog zvjezdanog sustava.
Proksima c uopće ne bi trebala postojati tamo gdje jest. Naime, astronomi misle da se superzemlje formiraju oko 'snježne linije'; na takvoj udaljenosti od zvijezde da se voda može pretvarati u led. A Proksima c nalazi se daleko izvan tog pojasa pa bi njeno postojanje moglo dovesti u pitanje tu teoriju.
S druge strane, novoprimjećen planet se nalazi na 1,5 astronomskih jedinica (AU – jedna jedinica predstavlja udaljenost Zemlje od Sunca – oko 150 milijuna kilometara) od Proksime Centaura, što znači da je vjerojatno veoma hladan, te se pretpostavlja da je temperatura na površini oko -234 stupnjeva Celzijusovih. Takva udaljenost ukazuje na to da potencijalni planet nije naseljiv, bar ne oblicima života na koje smo navikli.
Utvrđeno je da se čini da je Proxima Centauri c bila svjetlija od očekivane. Ako bi svjetlina bila u potpunosti od svjetla koje se odbija od samog planeta, tada bi planet bio oko pet puta veći od Jupitera. Ali budući da je njegova procijenjena masa sličnija Neptunovoj, zapravo je manji, ali ima oblake prašine ili ogroman prstenasti sustav.
Što se tiče mogućeg života, Proksima Centaura c možda je previše hladna za život kakav ga poznajemo, ali mi o njemu još uvijek ne znamo dovoljno. Proksima Centaura b je bolji kandidat za potencijalno naseljavanje, s obzirom na to da je samo nešto veća od Zemlje, a orbitira u nastanjivoj zoni svoje zvijezde, a procjenjuje se da ima temperature slične Zemlji.